# Amanda Vähämäki
Amanda Vähämäki est une autrice de bande dessinée finlandaise née en 1981 à Tampere.

## Biographie
Amanda Vähämäki étudie les arts graphiques à l'Académie des beaux-arts de Bologne et participe au collectif italien Canicola. À partir de 2004, ses travaux figurent dans des ouvrages collectifs. Elle est créatrice, avec Michelangelo Setola, de Souvlaki Circus. En 2007 paraît son premier roman graphique : Pullapelto. En 2009 paraît en français l'album La Fête des mères. En France, son éditeur est Frémok et, sur le continent américain, Drawn and Quarterly.

## Œuvres personnelles
- (fi) Pullapelto, Daada, 2007, 68 p. (ISBN 978-952-99201-4-3)
- Campo di babà - champ de beignets, Frémok, coll. Quadrupède, 2007  (ISBN 978-2-350-65017-3)
- La fête des mères [« Äitienpäivä »]  (trad. Kirsi Kinnunen), Frémok, coll. « Amphigouri », 2009 (ISBN 978-2-35065-041-8)

## Distinction
- 2005 : prix au festival international Fumetto en Suisse[3].